# De' defekta brottet
De' defekta brottet (franska: Faites sauter la banque!) är en fransk-Italiensk komedifilm från 1964 i regi av Jean Girault.

## Rollista i urval
- Louis de Funès - Victor Garnier
- Jean-Pierre Marielle - André Durand-Mareuil
- Yvonne Clech - Éliane Garnier
- Anne Doat - Isabelle Garnier
- Michel Tureau - Gérard Garnier
- Catherine Demongeot - Corinne Garnier
- Georges Wilson - polisen
- Claude Piéplu - prästen
- Jean Lefebvre - förmannen